# Jenynsia
Jenynsia – rodzaj ryb karpieńcokształtnych z rodziny czworookowatych (Anablepidae).

## Klasyfikacja
Gatunki zaliczane do tego rodzaju:
- Jenynsia alternimaculata
- Jenynsia darwini
- Jenynsia diphyes
- Jenynsia eigenmanni
- Jenynsia eirmostigma
- Jenynsia lineata – jenynsia liniowana[3]
- Jenynsia luxata
- Jenynsia maculata
- Jenynsia obscura
- Jenynsia onca
- Jenynsia sanctaecatarinae
- Jenynsia tucumana
- Jenynsia unitaenia
- Jenynsia weitzmani

Gatunkiem typowym jest Lebias lineata (=J. lineata).